# مجرة فنجان الشاي
مجرة فنجان الشاي (بالإنجليزية: Teacup galaxy)، والمعروفة أيضًا باسم AGN أو SDSS J1430+1339، هي كوازار منخفض الانزياح نحو الأحمر من النوع 2. تتميز هذه المجرة بظهور حلقة ممتدة من الغاز المتأين تشبه مقبض فنجان الشاي، وقد اُكْتُشِفَت بواسطة متطوعي مشروع حديقة المجرات وصُنِّفَت على أنها Voorwerpje (مصطلح يُستخدم في الفلك للإشارة إلى مجموعة من الأجسام الفلكية الغريبة).

## المجرة
مجرة فنجان الشاي تتميز بخصائص فريدة، حيث تظهر بنية غير متناظرة مع هيكل يشبه الصدفة وذيل مدٍّ وجزر. يُعتقد أن هذه المظاهر هي نتيجة اندماج حديث بين مجرتين. وتشير الدراسات إلى أن الممرات الترابية داخل هذا النظام قد تشكّلت بفعل اندماج غني بالغاز. كما حُدِّدَ العديد من العناقيد النجمية المحتملة في المجرة من خلال صور تلسكوب هابل الفضائي.
أظهرت ملاحظات بأستخدام تلسكوب غرين أن مجرة فنجان الشاي تحتوي على كميات هائلة من الغاز المتأين الذي يمتد إلى مسافة تصل إلى 362,082 سنة ضوئية. وتبدو الفقاعات الضوئية والراديوية في المجرة وكأنها تتحرك متوسعة داخل هذا الوسط بين المجرات.

## نواة المجرة النشطة
أظهرت الدراسات المبكرة حول نواة المجرة النشطة إشارات إلى احتمال تلاشيها، رغم عدم وجود أدلة قاطعة تدعم هذا الافتراض. وقد كشفت ملاحظات باستخدام المقراب الكبير جدا الموجود في جنوب تشيلي عن تدفق نووي منزاح نحو الأزرق بسرعات تتراوح بين 1600 إلى 1800 كيلومتر في الثانية. كما أظهرت الملاحظات بالأشعة السينية التي أُجريت باستخدام مراصد مثل مرصد سويفت الفضائي و تلسكوب XMM-نيوتن الفضائي و مرصد تشاندرا الفضائي للأشعة السينية وجود نواة مجرية نشطة وقوية للغاية، لكنها مخفية إلى حد كبير. وتشير هذه النتائج الحديثة إلى أن النوى المجرية النشطة قد لا تكون بحاجة إلى التلاشي بالكامل، حيث أنخفض ضوء الكوازار بمعدل لا يتجاوز 25 مرة خلال 100,000 عام الماضية فقط. 

## فقاعات

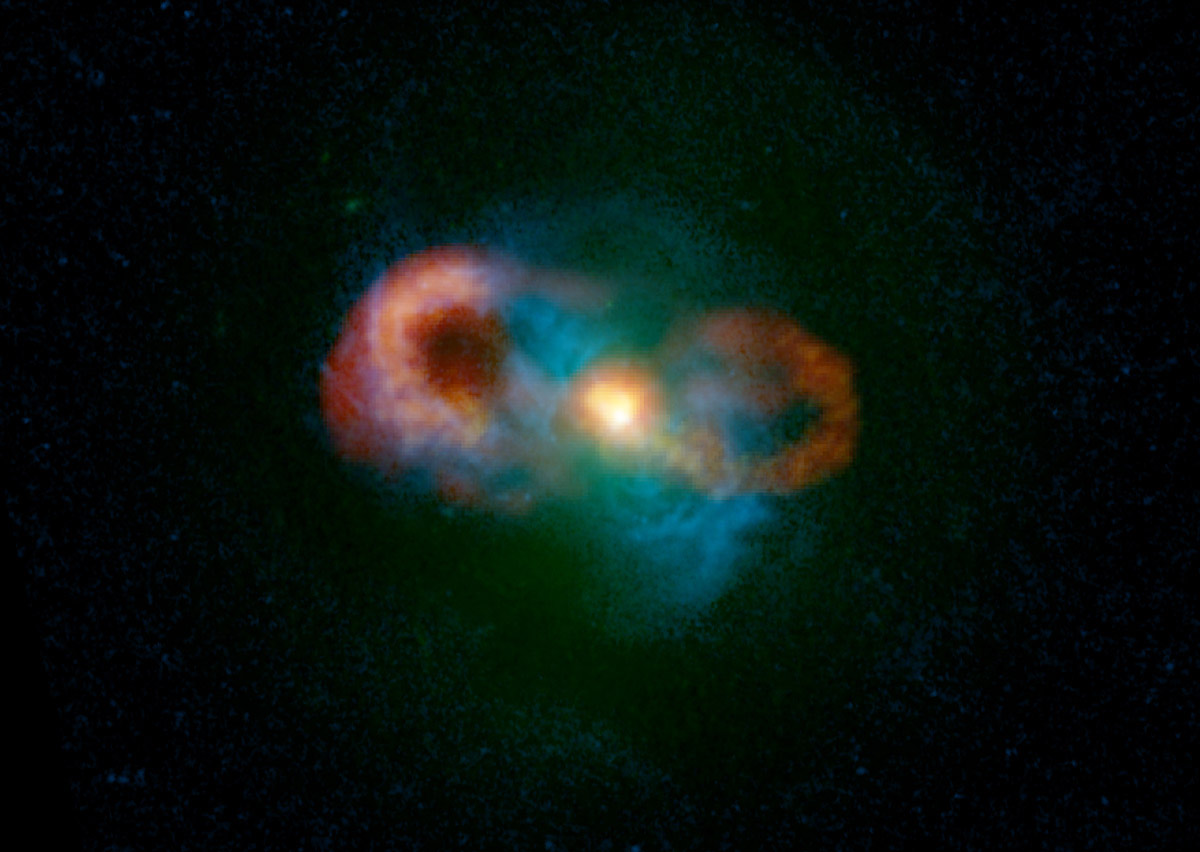

اكتشف متطوعو مشروع Galaxy Zoo إحدى الفقاعات في صور SDSS، وهي عبارة عن حلقة من الغاز المتأين يبلغ قطرها حوالي 16,305 سنة ضوئية. تتميز هذه الحلقة بانبعاث خطوط مثل هيدروجين ألفا والأكسجين المتأين بشكل مضاعف، مما يمنحها اللون الأرجواني المميز في صور SDSS.
ويُظهر الكوازار لنواة المجرة انبعاثًا قويًا جدًا لخط [O II]، مع نسب [O II]/Hβ مشابهة لتلك الموجودة في الكوازار 3C 48، مما يعكس طيفًا غنيًا ومميزًا يعبر عن النشاط في نواة المجرة.
كشفت ملاحظات المتابعة بأستخدام تلسكوب مصفوفة كارل جي بالغة الكبر عن وجود فقاعتين تمتدان إلى مسافة تتراوح بين 32 ألف سنة ضوئية إلى 39 ألف سنة ضوئية. الأولى تُعرف بـ"الفقاعة الشرقية"، وهي مرئية بوضوح في الملاحظات البصرية وتتطابق مع الحلقة المرصودة سابقًا، بينما الثانية تُعرف بـ"الفقاعة الغربية"، والتي تظهر فقط عند الأطوال الموجية الراديوية.
كما أظهرت الدراسة إنبعاثاً ساطعاً في الاتجاه الشمالي الشرقي من النواة المجرية النشطة، متوافقًا مع حركة غاز متأين عالي السرعة تبلغ 740 كم/ثانية. يُعتقد أن هذه الفقاعات تتشكل إما بسبب نفاثات راديوية صغيرة الحجم أو نتيجة رياح قوية صادرة عن الكوازار.
أظهرت الملاحظات التي أجراها مرصد تشاندرا الفضائي للأشعة السينية وجود حلقة مميزة لأنبعاث الأشعة السينية تتطابق مع موقع "الفقاعة الشرقية". كما أظهرت بيانات شاندرا أدلة على وجود غاز أكثر سخونة داخل هذه الفقاعة، مما يشير إلى احتمال أن تكون الرياح الناتجة عن المواد المتدفقة بعيدًا عن الثقب الأسود هي السبب في تكوينها. يُعتقد أن هذه الرياح، المدفوعة بالإشعاع القوي الصادر عن الكوازار، قد ساهمت في تشكيل الفقاعات المرصودة في مجرة فنجان الشاي. 

## أنظر أيضا
- منطقة خط الانبعاث الممتدة
- آي سي 2497
- هاني فورويرب
- حديقة حيوان جالاكسي
- زونيفرس
- قائمة الكوازارات